# サミー・ブレイブルック
サミュエル・チャールズ・ブレイブルック（Samuel Charles Braybrooke, 2004年3月12日 - ）は、イングランド・レスター出身のサッカー選手。レスター・シティFC所属。ポジションはミッドフィルダー。

## 経歴
6歳のときにレスター・シティのヘッドスカウトに見出され、8歳のときに同クラブのアカデミーに入団。
2022年2月22日、クラブとプロ契約を締結したことが発表された。
11月9日、EFLカップ3回戦のニューポート・カウンティ戦で途中出場し、トップチームデビューを果たした。以降もUEFAヨーロッパカンファレンスリーグの試合にもベンチメンバーとして名を連ねるなどし、同シーズンの終わりにはアカデミー年間最優秀選手賞を受賞した。
2023年2月、前十字靭帯を負傷し長期離脱をすることが明らかになった。
同月の2月16日、クラブと新たな長期契約を結んだことが発表された。
2024年3月、約1年ぶりに実戦復帰を果たした。
2024年8月28日、スコティッシュ・プレミアシップのダンディーFCへ1シーズンの期限付き移籍。
しかし満足な出場機会は得られず、2025年1月13日にレンタル元クラブに呼び戻された。

## 代表歴
U-18、U-19、U-20カテゴリーのイングランド代表出場歴を持ち、U-18カテゴリーではキャプテンを務めるなどした。

## 人物・エピソード
中盤での正確なボール捌きと小柄でブロンドのミディアムヘアの風貌から、同僚であったチャーラル・ソユンジュが彼のことを「モドリッチ」と呼んでいることが発端となり、メディアやサポーター間でもその愛称がしばしば用いられるようになった。
また、U-18イングランド代表のチームメイトやジェイミー・ヴァーディからは「レスターのイニエスタ」と呼ばれている。

## タイトル
個人
- レスター・シティ アカデミー年間最優秀選手賞：2021-22